# ملعب حديقة الاستقلال
ملعب حديقة الاستقلال هو ملعب متعدد الاستخدام يقع في كينغستون عاصمة جامايكا . غالبا ما يتم استخدامه لمباريات كرة القدم . يسع الملعب لجلوس 35 ألف متفرج . يعتبر الملعب الرسمي الذي يخوض فيه منتخب جامايكا مبارياته الدولية . تم افتتاح الملعب في سنة 1962 .